# La Ventosa (ort i Spanien)
La Ventosa är en ort i Spanien.   Den ligger i provinsen Provincia de Cuenca och regionen Kastilien-La Mancha, i den centrala delen av landet, 110 km öster om huvudstaden Madrid. La Ventosa ligger 859 meter över havet och antalet invånare är 351.
Terrängen runt La Ventosa är kuperad söderut, men norrut är den platt. Runt La Ventosa är det mycket glesbefolkat, med 2 invånare per kvadratkilometer. Närmaste större samhälle är Canalejas del Arroyo, 18,9 km norr om La Ventosa. Trakten runt La Ventosa består till största delen av jordbruksmark.